# Équipe d'Australie de football à la Coupe du monde 2022
Cet article relate le parcours de l'équipe d'Australie de football lors de la Coupe du monde de football 2022 organisée au Qatar du 20 novembre au 18 décembre 2022.

## Qualifications

### Deuxième tour
| Rang | Équipe         | Pts | J | G | N | P | Bp | Bc | Diff |  | Résultats (▼ dom., ► ext.) |     |     |     | Drapeau du Népal |     |
| ---- | -------------- | --- | - | - | - | - | -- | -- | ---- |  | -------------------------- | --- | --- | --- | ---------------- | --- |
| 1    | Australie      | 24  | 8 | 8 | 0 | 0 | 28 | 2  | +26  |  | Australie                  |     | 3-0 | 1-0 | 5-0              | 5-1 |
| 2    | Koweït         | 14  | 8 | 4 | 2 | 2 | 19 | 7  | +12  |  | Koweït                     | 0-3 |     | 0-0 | 7-0              | 9-0 |
| 3    | Jordanie       | 14  | 8 | 4 | 2 | 2 | 13 | 3  | +10  |  | Jordanie                   | 0-1 | 0-0 |     | 3-0              | 5-0 |
| 4    | Népal          | 6   | 8 | 2 | 0 | 6 | 4  | 22 | -18  |  | Népal                      | 0-3 | 1-3 | 0-3 |                  | 2-0 |
| 5    | Taipei chinois | 0   | 8 | 0 | 0 | 8 | 4  | 34 | -30  |  | Taipei chinois             | 1-7 | 1-2 | 1-2 | 0-2              |     |

| 1er match                       | Koweït                  | 0 - 3   | Australie                |                                                                                      |                                                                                      |
| 10 septembre 2019 18h30 (UTC+3) |                         | (0 - 3) | 7e 30e Leckie · 38e Mooy | Al Kuwait Sports Club Stadium, Koweït Spectateurs : 11 852 Arbitrage : Muhammad Taqi | Al Kuwait Sports Club Stadium, Koweït Spectateurs : 11 852 Arbitrage : Muhammad Taqi |
| 10 septembre 2019 18h30 (UTC+3) | Mawi 11e · Al Enezi 84e | Rapport | 44e Taggart · 82e Jeggo  | Al Kuwait Sports Club Stadium, Koweït Spectateurs : 11 852 Arbitrage : Muhammad Taqi | Al Kuwait Sports Club Stadium, Koweït Spectateurs : 11 852 Arbitrage : Muhammad Taqi |

| 2e match                       | Australie                             | 5 - 0   | Népal      |                                                                                   |                                                                                   |
| 10 octobre 2019 20h00 (UTC+11) | Maclaren 6e 19e 90e · Souttar 23e 59e | (3 - 0) |            | Canberra Stadium, Canberra Spectateurs : 18 563 Arbitrage : Thoriq Munir Alkatiri | Canberra Stadium, Canberra Spectateurs : 18 563 Arbitrage : Thoriq Munir Alkatiri |
| 10 octobre 2019 20h00 (UTC+11) |                                       | Rapport | 84e Dhimal | Canberra Stadium, Canberra Spectateurs : 18 563 Arbitrage : Thoriq Munir Alkatiri | Canberra Stadium, Canberra Spectateurs : 18 563 Arbitrage : Thoriq Munir Alkatiri |

| 3e match                      | Taipei chinois  | 1 - 7   | Australie                                                         |                                                                               |                                                                               |
| 15 octobre 2019 19h40 (UTC+8) | Chen Yi-wei 21e | (1 - 4) | 12e 19e Taggart · 34e 37e Irvine · 73e 89e Souttar · 84e Maclaren | Stade national, Kaohsiung Spectateurs : 3 217 Arbitrage : Mongkolchai Pechsri | Stade national, Kaohsiung Spectateurs : 3 217 Arbitrage : Mongkolchai Pechsri |
| 15 octobre 2019 19h40 (UTC+8) |                 | Rapport | 31e Borrello                                                      | Stade national, Kaohsiung Spectateurs : 3 217 Arbitrage : Mongkolchai Pechsri | Stade national, Kaohsiung Spectateurs : 3 217 Arbitrage : Mongkolchai Pechsri |

| 4e match                       | Jordanie | 0 - 1   | Australie   |                                                                      |                                                                      |
| 14 novembre 2019 17h00 (18h00) |          | (0 - 1) | 13e Taggart | Stade Roi Abdullah II, Amman Spectateurs : 9 712 Arbitrage : Fu Ming | Stade Roi Abdullah II, Amman Spectateurs : 9 712 Arbitrage : Fu Ming |
| 14 novembre 2019 17h00 (18h00) |          | Rapport | 44e Jeggo   | Stade Roi Abdullah II, Amman Spectateurs : 9 712 Arbitrage : Fu Ming | Stade Roi Abdullah II, Amman Spectateurs : 9 712 Arbitrage : Fu Ming |

| 5e match                  | Australie                             | 3 - 0   | Koweït        |                                                                                                   |                                                                                                   |
| 3 juin 2021 22h00 (UTC+3) | Leckie 1re · Irvine 24e · Hrustic 66e | (2 - 0) |               | Stade international de Jaber Al-Ahmad, Koweït Spectateurs : 0 (huis-clos) Arbitrage : Junpei Iida | Stade international de Jaber Al-Ahmad, Koweït Spectateurs : 0 (huis-clos) Arbitrage : Junpei Iida |
| 3 juin 2021 22h00 (UTC+3) |                                       | Rapport | 22e Al Ansari | Stade international de Jaber Al-Ahmad, Koweït Spectateurs : 0 (huis-clos) Arbitrage : Junpei Iida | Stade international de Jaber Al-Ahmad, Koweït Spectateurs : 0 (huis-clos) Arbitrage : Junpei Iida |

| 6e match                  | Australie                                                        | 5 - 1   | Taipei chinois     | | |
| 7 juin 2021 22h00 (UTC+3) | Souttar 12e · Maclaren 27e (pen.) · Sainsbury 41e · Duke 46e 84e | (3 - 0) | 62e Gao Wei-jie    | Stade international de Jaber Al-Ahmad, Koweït Spectateurs : 0 (huis-clos) Arbitrage : Saoud Al-Adba | Stade international de Jaber Al-Ahmad, Koweït Spectateurs : 0 (huis-clos) Arbitrage : Saoud Al-Adba |
| 7 juin 2021 22h00 (UTC+3) |                                                                  | Rapport | 26e Chen Wei-chuan | Stade international de Jaber Al-Ahmad, Koweït Spectateurs : 0 (huis-clos) Arbitrage : Saoud Al-Adba | Stade international de Jaber Al-Ahmad, Koweït Spectateurs : 0 (huis-clos) Arbitrage : Saoud Al-Adba |

| 7e match                   | Népal     | 0 - 3   | Australie                           | | |
| 11 juin 2021 18h00 (19h00) |           | (0 - 2) | 6e Leckie · 38e Karačić · 57e Boyle | Stade international de Jaber Al-Ahmad, Koweït Spectateurs : 0 (huis-clos) Arbitrage : Ahmed Al-Kaf | Stade international de Jaber Al-Ahmad, Koweït Spectateurs : 0 (huis-clos) Arbitrage : Ahmed Al-Kaf |
| 11 juin 2021 18h00 (19h00) | Chand 45e | Rapport |                                     | Stade international de Jaber Al-Ahmad, Koweït Spectateurs : 0 (huis-clos) Arbitrage : Ahmed Al-Kaf | Stade international de Jaber Al-Ahmad, Koweït Spectateurs : 0 (huis-clos) Arbitrage : Ahmed Al-Kaf |

| 8e match                   | Australie                             | 1 - 0   | Jordanie                              | | |
| 15 juin 2021 18h00 (19h00) | Souttar 77e                           | (0 - 0) |                                       | Stade international de Jaber Al-Ahmad, Koweït Spectateurs : 0 (huis-clos) Arbitrage : Kim Woo-Sung | Stade international de Jaber Al-Ahmad, Koweït Spectateurs : 0 (huis-clos) Arbitrage : Kim Woo-Sung |
| 15 juin 2021 18h00 (19h00) | Boyle 5e · Souttar 44e · McGree 90+6e | Rapport | 71e Alla · 87e Al Tamari · 87e Haddad | Stade international de Jaber Al-Ahmad, Koweït Spectateurs : 0 (huis-clos) Arbitrage : Kim Woo-Sung | Stade international de Jaber Al-Ahmad, Koweït Spectateurs : 0 (huis-clos) Arbitrage : Kim Woo-Sung |

### Troisième tour
| Rang | Équipe          | Pts | J  | G | N | P | Bp | Bc | Diff |  | Résultats (▼ dom., ► ext.) |     |     |     |     |     |     |
| ---- | --------------- | --- | -- | - | - | - | -- | -- | ---- |  | -------------------------- | --- | --- | --- | --- | --- | --- |
| 1    | Arabie saoudite | 23  | 10 | 7 | 2 | 1 | 12 | 6  | +6   |  | Arabie saoudite            |     | 1-0 | 1-0 | 1-0 | 3-2 | 3-1 |
| 2    | Japon           | 22  | 10 | 7 | 1 | 2 | 12 | 4  | +8   |  | Japon                      | 2-0 |     | 2-1 | 0-1 | 2-0 | 1-1 |
| 3    | Australie       | 15  | 10 | 4 | 3 | 3 | 15 | 9  | +6   |  | Australie                  | 0-0 | 0-2 |     | 3-1 | 3-0 | 4-0 |
| 4    | Oman            | 14  | 10 | 4 | 2 | 4 | 11 | 10 | +1   |  | Oman                       | 0-1 | 0-1 | 2-2 |     | 2-0 | 3-1 |
| 5    | Chine           | 6   | 10 | 1 | 3 | 6 | 9  | 19 | -10  |  | Chine                      | 1-1 | 0-1 | 1-1 | 1-1 |     | 3-2 |
| 6    | Viêt Nam        | 4   | 10 | 1 | 1 | 8 | 8  | 19 | -11  |  | Viêt Nam                   | 0-1 | 0-1 | 0-1 | 0-1 | 3-1 |     |

| 1er match                      | Australie                        | 3 - 0   | Chine                     |                                                                                           |                                                                                           |
| 2 septembre 2021 21h00 (UTC+3) | Mabil 24e · Boyle 26e · Duke 70e | (2 - 0) |                           | Stade international de Khalifa, Doha Spectateurs : 0 (huis-clos) Arbitrage : Ko Hyung-jin | Stade international de Khalifa, Doha Spectateurs : 0 (huis-clos) Arbitrage : Ko Hyung-jin |
| 2 septembre 2021 21h00 (UTC+3) | Hrustic 80e                      | Rapport | 67e Shenchao · 71e Hongbo | Stade international de Khalifa, Doha Spectateurs : 0 (huis-clos) Arbitrage : Ko Hyung-jin | Stade international de Khalifa, Doha Spectateurs : 0 (huis-clos) Arbitrage : Ko Hyung-jin |

| 2e match                       | Viêt Nam | 0 - 1   | Australie |                                                                                             |                                                                                             |
| 7 septembre 2021 19h00 (UTC+7) |          | (0 - 1) | 43e Grant | Stade national Mỹ Đình, Hanoï Spectateurs : 0 (huis-clos) Arbitrage : Abdulrahman Al-Jassim | Stade national Mỹ Đình, Hanoï Spectateurs : 0 (huis-clos) Arbitrage : Abdulrahman Al-Jassim |
| 7 septembre 2021 19h00 (UTC+7) | Rapport  |         |           | Stade national Mỹ Đình, Hanoï Spectateurs : 0 (huis-clos) Arbitrage : Abdulrahman Al-Jassim | Stade national Mỹ Đình, Hanoï Spectateurs : 0 (huis-clos) Arbitrage : Abdulrahman Al-Jassim |

| 3e match                     | Australie                       | 3 - 1   | Oman                             |                                                                                              |                                                                                              |
| 7 octobre 2021 21h30 (UTC+3) | Mabil 9e · Boyle 49e · Duke 89e | (1 - 1) | 28e R. Al-Alawi                  | Stade international de Khalifa, Doha Spectateurs : 0 (huis-clos) Arbitrage : Nawaf Shukralla | Stade international de Khalifa, Doha Spectateurs : 0 (huis-clos) Arbitrage : Nawaf Shukralla |
| 7 octobre 2021 21h30 (UTC+3) | Grant 31e · Irvine 78e          | Rapport | 39e R. Al-Alawi · 58e Al Busaidi | Stade international de Khalifa, Doha Spectateurs : 0 (huis-clos) Arbitrage : Nawaf Shukralla | Stade international de Khalifa, Doha Spectateurs : 0 (huis-clos) Arbitrage : Nawaf Shukralla |

| 4e match                      | Japon                        | 2 - 1   | Australie                   |                                                                                    |                                                                                    |
| 12 octobre 2021 19h14 (UTC+9) | Tanaka 8e · Behich 85e (csc) | (1 - 0) | 70e Hrustic                 | Stade Saitama 2002, Saitama Spectateurs : 14 437 Arbitrage : Abdulrahman Al-Jassim | Stade Saitama 2002, Saitama Spectateurs : 14 437 Arbitrage : Abdulrahman Al-Jassim |
| 12 octobre 2021 19h14 (UTC+9) | Morita 68e                   | Rapport | 63e Eraltay · 90+3e Souttar | Stade Saitama 2002, Saitama Spectateurs : 14 437 Arbitrage : Abdulrahman Al-Jassim | Stade Saitama 2002, Saitama Spectateurs : 14 437 Arbitrage : Abdulrahman Al-Jassim |

| 5e match                        | Australie   | 0 - 0   | Arabie saoudite              |                                                                              |                                                                              |
| 11 novembre 2021 20h10 (UTC+11) |             | (0 - 0) |                              | Western Sydney Stadium, Sydney Spectateurs : 23 314 Arbitrage : Ko Hyung-jin | Western Sydney Stadium, Sydney Spectateurs : 23 314 Arbitrage : Ko Hyung-jin |
| 11 novembre 2021 20h10 (UTC+11) | Nabbout 89e | Rapport | 57e Al-Amri · 62e Al-Bulaihi | Western Sydney Stadium, Sydney Spectateurs : 23 314 Arbitrage : Ko Hyung-jin | Western Sydney Stadium, Sydney Spectateurs : 23 314 Arbitrage : Ko Hyung-jin |

| 6e match                       | Chine                      | 1 - 1   | Australie                   |                                                                           |                                                                           |
| 16 novembre 2021 19h00 (UTC+4) | Wu Lei 71e (pen.)          | (0 - 1) | 38e Duke                    | Stade de Charjah, Charjah Spectateurs : 1 050 Arbitrage : Adham Makhadmeh | Stade de Charjah, Charjah Spectateurs : 1 050 Arbitrage : Adham Makhadmeh |
| 16 novembre 2021 19h00 (UTC+4) | Aloísio 41e · Yuning 90+4e | Rapport | 50e Hrustic · 90+4e Degenek | Stade de Charjah, Charjah Spectateurs : 1 050 Arbitrage : Adham Makhadmeh | Stade de Charjah, Charjah Spectateurs : 1 050 Arbitrage : Adham Makhadmeh |

| 7e match                       | Australie                                             | 4 - 0   | Viêt Nam                              |                                                                                        |                                                                                        |
| 27 janvier 2022 20h10 (UTC+11) | Maclaren 30e · Rogić 45+2e · Goodwin 72e · McGree 76e | (2 - 0) |                                       | Melbourne Rectangular Stadium, Melbourne Spectateurs : 27 740 Arbitrage : Ko Hyung-jin | Melbourne Rectangular Stadium, Melbourne Spectateurs : 27 740 Arbitrage : Ko Hyung-jin |
| 27 janvier 2022 20h10 (UTC+11) | Leckie 45e                                            | Rapport | 24e Phạm Xuân Mạnh · 34e Phan Văn Đức | Melbourne Rectangular Stadium, Melbourne Spectateurs : 27 740 Arbitrage : Ko Hyung-jin | Melbourne Rectangular Stadium, Melbourne Spectateurs : 27 740 Arbitrage : Ko Hyung-jin |

| 8e match                       | Oman                        | 2 - 2   | Australie                      | | |
| 1er février 2022 20h00 (UTC+4) | Fawaz 54e 89e (pen.)        | (0 - 1) | 15e (pen.) Maclaren · 79e Mooy | Complexe Sportif du Sultan Qabus, Mascate Spectateurs : 0 (huis-clos) Arbitrage : Mohammed Abdulla Hassan Mohamed | Complexe Sportif du Sultan Qabus, Mascate Spectateurs : 0 (huis-clos) Arbitrage : Mohammed Abdulla Hassan Mohamed |
| 1er février 2022 20h00 (UTC+4) | Durbin 4e · Al-Rushaidi 14e | Rapport | 63e Karačić                    | Complexe Sportif du Sultan Qabus, Mascate Spectateurs : 0 (huis-clos) Arbitrage : Mohammed Abdulla Hassan Mohamed | Complexe Sportif du Sultan Qabus, Mascate Spectateurs : 0 (huis-clos) Arbitrage : Mohammed Abdulla Hassan Mohamed |

| 9e match                    | Australie                    | 0 - 2   | Japon            |                                                                            |                                                                            |
| 24 mars 2022 20h10 (UTC+11) |                              | (0 - 0) | 89e 90+4e Mitoma | Stadium Australia, Sydney Spectateurs : 41 852 Arbitrage : Nawaf Shukralla | Stadium Australia, Sydney Spectateurs : 41 852 Arbitrage : Nawaf Shukralla |
| 24 mars 2022 20h10 (UTC+11) | Metcalfe 15e · Stensness 54e | Rapport | 10e Nagatomo     | Stadium Australia, Sydney Spectateurs : 41 852 Arbitrage : Nawaf Shukralla | Stadium Australia, Sydney Spectateurs : 41 852 Arbitrage : Nawaf Shukralla |

| 10e match                  | Arabie saoudite       | 1 - 0   | Australie |                                                                              |                                                                              |
| 29 mars 2022 21h00 (UTC+3) | Al-Dossari 65e (pen.) | (0 - 0) |           | Stade Roi-Abdallah, Djeddah Spectateurs : 51 433 Arbitrage : Adham Makhadmeh | Stade Roi-Abdallah, Djeddah Spectateurs : 51 433 Arbitrage : Adham Makhadmeh |
| 29 mars 2022 21h00 (UTC+3) | Rapport               |         |           | Stade Roi-Abdallah, Djeddah Spectateurs : 51 433 Arbitrage : Adham Makhadmeh | Stade Roi-Abdallah, Djeddah Spectateurs : 51 433 Arbitrage : Adham Makhadmeh |

### Quatrième tour
| Équipe 1            | Résultat | Équipe 2  |
| ------------------- | -------- | --------- |
| Émirats arabes unis | 1 - 2    | Australie |

| 1er match                 | Émirats arabes unis | 1 - 2   | Australie                | | |
| 7 juin 2022 21h00 (UTC+3) | Caio (en) 57e       | (0 - 0) | 53e Irvine · 84e Hrustic | Stade Ahmad-bin-Ali, Al Rayyan Spectateurs : 6 500 Arbitrage : Ilgiz Tantashev Arbitre vidéo : Muhammad Taqi | Stade Ahmad-bin-Ali, Al Rayyan Spectateurs : 6 500 Arbitrage : Ilgiz Tantashev Arbitre vidéo : Muhammad Taqi |
| 7 juin 2022 21h00 (UTC+3) | Mabkhout 34e        | Rapport | 55e Hrustic              | Stade Ahmad-bin-Ali, Al Rayyan Spectateurs : 6 500 Arbitrage : Ilgiz Tantashev Arbitre vidéo : Muhammad Taqi | Stade Ahmad-bin-Ali, Al Rayyan Spectateurs : 6 500 Arbitrage : Ilgiz Tantashev Arbitre vidéo : Muhammad Taqi |

### Barrages intercontinental
| Équipe 1  | Résultat         | Équipe 2 |
| --------- | ---------------- | -------- |
| Australie | 0 - 0 ap (5 - 4) | Pérou    |

| 1er match                  | Australie                                           | 0 - 0 a. p. 5 - 4 t. a. b. | Pérou                                                    |                                                                                         |                                                                                         |
| 13 juin 2022 21h00 (UTC+3) |                                                     | (0 - 0, 0 - 0, 0 - 0)      |                                                          | Stade Ahmad-bin-Ali, Al Rayyan Arbitrage : Slavko Vinčić Arbitre vidéo : Jérôme Brisard | Stade Ahmad-bin-Ali, Al Rayyan Arbitrage : Slavko Vinčić Arbitre vidéo : Jérôme Brisard |
| 13 juin 2022 21h00 (UTC+3) | Atkinson 12e                                        | Rapport                    | 102e Flores ·                                            | Stade Ahmad-bin-Ali, Al Rayyan Arbitrage : Slavko Vinčić Arbitre vidéo : Jérôme Brisard | Stade Ahmad-bin-Ali, Al Rayyan Arbitrage : Slavko Vinčić Arbitre vidéo : Jérôme Brisard |
| 13 juin 2022 21h00 (UTC+3) | Boyle · Mooy · Goodwin · Hrustic · Maclaren · Mabil | Tirs au but 5 - 4          | Lapadula · Callens · Advíncula · Tapia · Flores · Valera | Stade Ahmad-bin-Ali, Al Rayyan Arbitrage : Slavko Vinčić Arbitre vidéo : Jérôme Brisard | Stade Ahmad-bin-Ali, Al Rayyan Arbitrage : Slavko Vinčić Arbitre vidéo : Jérôme Brisard |

## Préparation

### Matchs de préparation à la Coupe du monde
Liste détaillée des matches de l'Australie depuis sa qualification à la Coupe du monde :

#### Match amicaux
| 1er match                        | Australie | 1 - 0   | Nouvelle-Zélande |                                                                       |                                                                       |
| 22 septembre 2022 20h00 (UTC+10) | Mabil 32e | (1 - 0) |                  | Suncorp Stadium, Brisbane Spectateurs : 25 392 Arbitrage : Ryuji Sato | Suncorp Stadium, Brisbane Spectateurs : 25 392 Arbitrage : Ryuji Sato |
| 22 septembre 2022 20h00 (UTC+10) | Rapport   |         |                  | Suncorp Stadium, Brisbane Spectateurs : 25 392 Arbitrage : Ryuji Sato | Suncorp Stadium, Brisbane Spectateurs : 25 392 Arbitrage : Ryuji Sato |

| 2e match                         | Nouvelle-Zélande | 0 - 2   | Australie                      |                                                                   |                                                                   |
| 25 septembre 2022 15h00 (UTC+12) |                  | (0 - 0) | 54e Duke · 80e (pen.) Cummings | Eden Park, Auckland Spectateurs : 34 985 Arbitrage : Yusuke Araki | Eden Park, Auckland Spectateurs : 34 985 Arbitrage : Yusuke Araki |
| 25 septembre 2022 15h00 (UTC+12) | Cacace 79e       | Rapport | 70e Tilio · 89e Baccus         | Eden Park, Auckland Spectateurs : 34 985 Arbitrage : Yusuke Araki | Eden Park, Auckland Spectateurs : 34 985 Arbitrage : Yusuke Araki |

## Effectif
L'effectif de l'Australie, est dévoilé le 8 novembre 2022.
| Numéro / Nom       | Numéro / Nom       | Club                   | Date de naissance et âge*  | J.              | Buts            |                 |                 |                 |
| Gardiens de but    | Gardiens de but    | Gardiens de but        | Gardiens de but            | Gardiens de but | Gardiens de but | Gardiens de but | Gardiens de but | Gardiens de but |
| ------------------ | ------------------ | ---------------------- | -------------------------- | --------------- | --------------- | --------------- | --------------- | --------------- |
| 01                 | Mathew Ryan        | FC Copenhague          | 8 avril 1992 (30 ans)      | 0               | 0               | 0               | 0               | 0               |
| 12                 | Andrew Redmayne    | Sydney FC              | 13 janvier 1989 (33 ans)   | 0               | 0               | 0               | 0               | 0               |
| 18                 | Danny Vukovic      | Central Coast Mariners | 27 mars 1985 (35 ans)      | 0               | 0               | 0               | 0               | 0               |
| Défenseurs         |                    |                        |                            |                 |                 |                 |                 |                 |
| 02                 | Miloš Degenek      | Crew de Columbus       | 28 avril 1994 (28 ans)     | 0               | 0               | 0               | 0               | 0               |
| 03                 | Nathaniel Atkinson | Heart of Midlothian    | 13 juin 1999 (23 ans)      | 0               | 0               | 0               | 0               | 0               |
| 04                 | Kye Rowles         | Heart of Midlothian    | 24 juin 1998 (24 ans)      | 0               | 0               | 0               | 0               | 0               |
| 05                 | Fran Karačić       | Brescia Calcio         | 12 mai 1996 (26 ans)       | 0               | 0               | 0               | 0               | 0               |
| 08                 | Bailey Wright      | Sunderland AFC         | 28 juillet 1992 (30 ans)   | 0               | 0               | 0               | 0               | 0               |
| 16                 | Aziz Behich        | Dundee United          | 16 décembre 1990 (31 ans)  | 0               | 0               | 0               | 0               | 0               |
| 19                 | Harry Souttar      | Stoke City             | 22 octobre 1998 (24 ans)   | 0               | 0               | 0               | 0               | 0               |
| 20                 | Thomas Deng        | Albirex Niigata        | 20 mars 1997 (25 ans)      | 0               | 0               | 0               | 0               | 0               |
| 24                 | Joel King          | Odense Boldklub        | 30 octobre 2000 (22 ans)   | 0               | 0               | 0               | 0               | 0               |
| Milieux de terrain |                    |                        |                            |                 |                 |                 |                 |                 |
| 10                 | Ajdin Hrustic      | Hellas Vérone          | 5 juillet 1996 (26 ans)    | 0               | 0               | 0               | 0               | 0               |
| 13                 | Aaron Mooy         | Celtic FC              | 15 septembre 1990 (32 ans) | 0               | 0               | 0               | 0               | 0               |
| 14                 | Riley McGree       | Middlesbrough FC       | 2 novembre 1998 (24 ans)   | 0               | 0               | 0               | 0               | 0               |
| 17                 | Cameron Devlin     | Huddersfield Town      | 7 juin 1998 (24 ans)       | 0               | 0               | 0               | 0               | 0               |
| 22                 | Jackson Irvine     | FC St. Pauli           | 7 mars 1993 (29 ans)       | 0               | 0               | 0               | 0               | 0               |
| 26                 | Keanu Baccus       | St Mirren FC           | 7 juin 1998 (24 ans)       | 0               | 0               | 0               | 0               | 0               |
| Attaquants         |                    |                        |                            |                 |                 |                 |                 |                 |
| 06                 | Martin Boyle       | Hibernian FC           | 25 avril 1993 (29 ans)     | 0               | 0               | 0               | 0               | 0               |
| 07                 | Mathew Leckie      | Melbourne City         | 4 février 1991 (31 ans)    | 0               | 0               | 0               | 0               | 0               |
| 09                 | Jamie Maclaren     | Melbourne City         | 29 juillet 1993 (29 ans)   | 0               | 0               | 0               | 0               | 0               |
| 11                 | Awer Mabil         | Cádiz CF               | 15 septembre 1995 (27 ans) | 0               | 0               | 1               | 0               | 0               |
| 15                 | Mitchell Duke      | Fagiano Okayama        | 18 janvier 1991 (31 ans)   | 0               | 0               | 0               | 0               | 0               |
| 21                 | Garang Kuol        | Central Coast Mariners | 15 septembre 2004 (18 ans) | 0               | 0               | 0               | 0               | 0               |
| 23                 | Craig Goodwin      | Adélaïde United        | 16 décembre 1991 (30 ans)  | 0               | 0               | 0               | 0               | 0               |
| 25                 | Jason Cummings     | Central Coast Mariners | 1er août 1995 (27 ans)     | 0               | 0               | 0               | 0               | 0               |
| Sélectionneur      |                    |                        |                            |                 |                 |                 |                 |                 |
|                    | Graham Arnold      |                        | 3 août 1963 (58 ans)       |                 |                 |                 |                 |                 |

* NB : Les âges sont calculés au début de la Coupe du monde 2022, le 20 novembre 2022.

## Compétition

### Format et tirage au sort
Le tirage au sort de la Coupe du monde a lieu le vendredi 1er avril 2022 au Centre des expositions à Doha. C’est le classement de mars qui est pris en compte, la sélection se classe 42e du classement FIFA, et est placée dans le chapeau 4.

### Premier tour - Groupe D
|   | Équipe    | Pts | J | G | N | P | Bp | Bc | Diff |
| 1 | France    | 6   | 3 | 2 | 0 | 1 | 6  | 3  | +3   |
| 2 | Australie | 6   | 3 | 2 | 0 | 1 | 3  | 4  | -1   |
| 3 | Tunisie   | 4   | 3 | 1 | 1 | 1 | 1  | 1  | 0    |
| 4 | Danemark  | 1   | 3 | 0 | 1 | 2 | 1  | 3  | -2   |

| 6  | 22 novembre 2022 | Danemark  | 0 - 0 | Tunisie   |
| 5  | 22 novembre 2022 | France    | 4 - 1 | Australie |
| 21 | 26 novembre 2022 | Tunisie   | 0 - 1 | Australie |
| 23 | 26 novembre 2022 | France    | 2 - 1 | Danemark  |
| 37 | 30 novembre 2022 | Australie | 1 - 0 | Danemark  |
| 38 | 30 novembre 2022 | Tunisie   | 1 - 0 | France    |

#### France - Australie
| Match 5                                                      | France                                                                                           | 4 - 1   | Australie            | Stade Al-Janoub, Al Wakrah                                                 |                                                                            |
| 22 novembre 2022 · 22:00 (UTC+3) · Historique des rencontres | ( T. Hernandez) Rabiot 27e · ( Rabiot) Giroud 32e · ( Dembélé) Mbappé 68e · ( Mbappé) Giroud 71e | (2 - 1) | 9e Goodwin (Leckie ) | Spectateurs : 40 875 Arbitrage : Victor Gomes Arbitre vidéo : Drew Fischer | Spectateurs : 40 875 Arbitrage : Victor Gomes Arbitre vidéo : Drew Fischer |
| 22 novembre 2022 · 22:00 (UTC+3) · Historique des rencontres | Rapport                                                                                          |         |                      | Spectateurs : 40 875 Arbitrage : Victor Gomes Arbitre vidéo : Drew Fischer | Spectateurs : 40 875 Arbitrage : Victor Gomes Arbitre vidéo : Drew Fischer |

| France | Australie |

| FRANCE :         |    |                     |   |     |
|                  |    |                     |   |     |
| Gardien de but   | 01 | Hugo Lloris         |   |     |
|                  | 21 | Lucas Hernandez     |   | 13e |
|                  | 18 | Dayot Upamecano     |   |     |
|                  | 24 | Ibrahima Konaté     |   |     |
|                  | 02 | Benjamin Pavard     |   | 89e |
|                  | 08 | Aurélien Tchouaméni | 0 | 77e |
|                  | 14 | Adrien Rabiot       |   |     |
|                  | 07 | Antoine Griezmann   |   |     |
|                  | 10 | Kylian Mbappé       |   |     |
|                  | 09 | Olivier Giroud      |   | 89e |
|                  | 11 | Ousmane Dembélé     |   | 77e |
| Remplaçants :    |    |                     |   |     |
|                  | 22 | Théo Hernandez      |   | 13e |
|                  | 13 | Youssouf Fofana     |   | 77e |
|                  | 20 | Kingsley Coman      |   | 77e |
|                  | 05 | Jules Koundé        |   | 89e |
|                  | 26 | Marcus Thuram       |   | 89e |
| Sélectionneur :  |    |                     |   |     |
| Didier Deschamps |    |                     |   |     |

| AUSTRALIE :     |    |                    |       |     |
|                 |    |                    |       |     |
| Gardien de but  | 01 | Mathew Ryan        |       |     |
|                 | 16 | Aziz Behich        |       |     |
|                 | 04 | Kye Rowles         |       |     |
|                 | 19 | Harry Souttar      |       |     |
|                 | 03 | Nathaniel Atkinson |       | 85e |
|                 | 13 | Aaron Mooy         | 90+5e |     |
|                 | 22 | Jackson Irvine     | 80e   | 85e |
|                 | 14 | Riley McGree       |       | 73e |
|                 | 23 | Craig Goodwin      |       | 73e |
|                 | 15 | Mitchell Duke      | 55e   | 56e |
|                 | 07 | Mathew Leckie      |       |     |
| Remplaçants :   |    |                    |       |     |
|                 | 25 | Jason Cummings     |       | 56e |
|                 | 11 | Awer Mabil         |       | 73e |
|                 | 21 | Garang Kuol        |       | 73e |
|                 | 26 | Keanu Baccus       |       | 85e |
|                 | 02 | Miloš Degenek      |       | 85e |
| Sélectionneur : |    |                    |       |     |
| Graham Arnold   |    |                    |       |     |

| Assistants : Zakhele Siwela Souru Phatsoane Quatrième arbitre : Salima Mukansanga Assistants arbitre vidéo : Adil Zourak Kyle Atkins Marco Fritz Homme du Match : Kylian Mbappé |

#### Tunisie - Australie
| Match 21                                                     | Tunisie | 0 - 1   | Australie | Stade Al-Janoub, Al Wakrah                                                      |                                                                                 |
| 26 novembre 2022 · 13:00 (UTC+3) · Historique des rencontres |         | (0 - 1) | 23e Duke  | Spectateurs : 41 823 Arbitrage : Daniel Siebert Arbitre vidéo : Bastian Dankert | Spectateurs : 41 823 Arbitrage : Daniel Siebert Arbitre vidéo : Bastian Dankert |
| 26 novembre 2022 · 13:00 (UTC+3) · Historique des rencontres | Rapport |         |           | Spectateurs : 41 823 Arbitrage : Daniel Siebert Arbitre vidéo : Bastian Dankert | Spectateurs : 41 823 Arbitrage : Daniel Siebert Arbitre vidéo : Bastian Dankert |

| Tunisie | Australie |

| TUNISIE :       |    |                       |       |     |
|                 |    |                       |       |     |
| Gardien de but  | 16 | Aymen Dahmen          |       |     |
|                 | 03 | Montassar Talbi       |       |     |
|                 | 04 | Yassine Meriah        |       |     |
|                 | 06 | Dylan Bronn           |       | 73e |
|                 | 24 | Ali Abdi              | 65e   |     |
|                 | 14 | Aïssa Laïdouni        | 26e   | 67e |
|                 | 17 | Ellyes Skhiri         |       |     |
|                 | 20 | Mohamed Dräger        |       | 46e |
|                 | 07 | Youssef Msakni        |       |     |
|                 | 09 | Issam Jebali          |       | 73e |
|                 | 23 | Naïm Sliti            |       |     |
| Remplaçants :   |    |                       |       |     |
|                 | 13 | Ferjani Sassi         | 90+3e | 46e |
|                 | 10 | Wahbi Khazri          |       | 67e |
|                 | 11 | Taha Yassine Khenissi |       | 73e |
|                 | 21 | Wajdi Kechrida        |       | 73e |
| Sélectionneur : |    |                       |       |     |
| Jalel Kadri     |    |                       |       |     |

| AUSTRALIE :     |    |                |  |     |
|                 |    |                |  |     |
| Gardien de but  | 01 | Mathew Ryan    |  |     |
|                 | 16 | Aziz Behich    |  |     |
|                 | 04 | Kye Rowles     |  |     |
|                 | 19 | Harry Souttar  |  |     |
|                 | 05 | Fran Karačić   |  | 75e |
|                 | 23 | Craig Goodwin  |  | 85e |
|                 | 13 | Aaron Mooy     |  |     |
|                 | 22 | Jackson Irvine |  |     |
|                 | 07 | Mathew Leckie  |  | 85e |
|                 | 14 | Riley McGree   |  | 64e |
|                 | 15 | Mitchell Duke  |  | 64e |
| Remplaçants :   |    |                |  |     |
|                 | 09 | Jamie Maclaren |  | 64e |
|                 | 10 | Ajdin Hrustić  |  | 64e |
|                 | 02 | Miloš Degenek  |  | 75e |
|                 | 26 | Keanu Baccus   |  | 85e |
|                 | 11 | Awer Mabil     |  | 85e |
| Sélectionneur : |    |                |  |     |
| Graham Arnold   |    |                |  |     |

| Assistants : Rafael Foltyn Jan Seidel Quatrième arbitre : Saíd Martínez Assistants arbitre vidéo : Marco Fritz Corey Parker Pol van Boekel Homme du Match : Mitchell Duke |

#### Australie - Danemark
| Match 37                                                     | Australie            | 1 - 0   | Danemark | Stade Al-Janoub, Al Wakrah                                                       |                                                                                  |
| 30 novembre 2022 · 18:00 (UTC+3) · Historique des rencontres | ( McGree) Leckie 60e | (0 - 0) |          | Spectateurs : 41 232 Arbitrage : Mustapha Ghorbal Arbitre vidéo : Mauro Vigliano | Spectateurs : 41 232 Arbitrage : Mustapha Ghorbal Arbitre vidéo : Mauro Vigliano |
| 30 novembre 2022 · 18:00 (UTC+3) · Historique des rencontres | Rapport              |         |          | Spectateurs : 41 232 Arbitrage : Mustapha Ghorbal Arbitre vidéo : Mauro Vigliano | Spectateurs : 41 232 Arbitrage : Mustapha Ghorbal Arbitre vidéo : Mauro Vigliano |

| Australie | Danemark |

| AUSTRALIE :     |    |                |     |     |
|                 |    |                |     |     |
| Gardien de but  | 01 | Mathew Ryan    |     |     |
|                 | 16 | Aziz Behich    | 4e  |     |
|                 | 04 | Kye Rowles     |     |     |
|                 | 19 | Harry Souttar  |     |     |
|                 | 02 | Miloš Degenek  | 57e |     |
|                 | 23 | Craig Goodwin  |     | 46e |
|                 | 13 | Aaron Mooy     |     |     |
|                 | 22 | Jackson Irvine |     |     |
|                 | 07 | Mathew Leckie  |     | 89e |
|                 | 14 | Riley McGree   |     | 74e |
|                 | 15 | Mitchell Duke  |     | 82e |
| Remplaçants :   |    |                |     |     |
|                 | 26 | Keanu Baccus   |     | 46e |
|                 | 08 | Bailey Wright  |     | 74e |
|                 | 09 | Jamie Maclaren |     | 82e |
|                 | 10 | Ajdin Hrustic  |     | 89e |
| Sélectionneur : |    |                |     |     |
| Graham Arnold   |    |                |     |     |

| DANEMARK :      |    |                          |     |     |
|                 |    |                          |     |     |
| Gardien de but  | 01 | Kasper Schmeichel        |     |     |
|                 | 05 | Joakim Mæhle             |     | 69e |
|                 | 06 | Andreas Christensen      |     |     |
|                 | 02 | Joachim Andersen         |     |     |
|                 | 13 | Rasmus Nissen Kristensen |     | 46e |
|                 | 07 | Mathias Jensen           |     | 59e |
|                 | 23 | Pierre-Emile Højbjerg    |     |     |
|                 | 25 | Jesper Lindstrøm         |     |     |
|                 | 10 | Christian Eriksen        |     |     |
|                 | 11 | Andreas Skov Olsen       |     | 69e |
|                 | 09 | Martin Braithwaite       |     | 59e |
| Remplaçants :   |    |                          |     |     |
|                 | 26 | Alexander Bah            |     | 46e |
|                 | 12 | Kasper Dolberg           |     | 59e |
|                 | 14 | Mikkel Damsgaard         |     | 59e |
|                 | 24 | Robert Skov              | 75e | 69e |
|                 | 21 | Andreas Cornelius        |     | 69e |
| Sélectionneur : |    |                          |     |     |
| Kasper Hjulmand |    |                          |     |     |

| Assistants : Mokrane Gourari Abdelhak Etchiali Quatrième arbitre : Maguette N'Diaye Assistants arbitre vidéo : Nicolás Gallo Gabriel Chade Adil Zourak Homme du Match : Mathew Leckie |

### Huitième de finale

#### Argentine - Australie
| Match 50                      | Argentine                           | 2 - 1   | Australie           | Stade Ahmad-ben-Ali, Al Rayyan                                                       |                                                                                      |
| 3 décembre 2022 22h00 (UTC+3) | ( Otamendi) Messi 35e · Álvarez 57e | (1 - 0) | 77e (csc) Fernández | Spectateurs : 45 032 Arbitrage : Szymon Marciniak Arbitre vidéo : Tomasz Kwiatkowski | Spectateurs : 45 032 Arbitrage : Szymon Marciniak Arbitre vidéo : Tomasz Kwiatkowski |
| 3 décembre 2022 22h00 (UTC+3) | Rapport                             |         |                     | Spectateurs : 45 032 Arbitrage : Szymon Marciniak Arbitre vidéo : Tomasz Kwiatkowski | Spectateurs : 45 032 Arbitrage : Szymon Marciniak Arbitre vidéo : Tomasz Kwiatkowski |

| Argentine | Australie |

| ARGENTINE :     |    |                     |  |     |
|                 |    |                     |  |     |
| Gardien de but  | 23 | Emiliano Martínez   |  |     |
|                 | 08 | Marcos Acuña        |  | 71e |
|                 | 19 | Nicolás Otamendi    |  |     |
|                 | 13 | Cristian Romero     |  |     |
|                 | 26 | Nahuel Molina       |  | 80e |
|                 | 24 | Enzo Fernández      |  |     |
|                 | 20 | Alexis Mac Allister |  | 80e |
|                 | 07 | Rodrigo De Paul     |  |     |
|                 | 09 | Julián Álvarez      |  | 71e |
|                 | 10 | Lionel Messi        |  |     |
|                 | 17 | Papu Gómez          |  | 50e |
| Remplaçants :   |    |                     |  |     |
|                 | 25 | Lisandro Martínez   |  | 50e |
|                 | 22 | Lautaro Martínez    |  | 71e |
|                 | 03 | Nicolás Tagliafico  |  | 71e |
|                 | 14 | Exequiel Palacios   |  | 80e |
|                 | 04 | Gonzalo Montiel     |  | 80e |
| Sélectionneur : |    |                     |  |     |
| Lionel Scaloni  |    |                     |  |     |

| AUSTRALIE :     |    |                |     |     |
|                 |    |                |     |     |
| Gardien de but  | 01 | Mathew Ryan    |     |     |
|                 | 16 | Aziz Behich    |     |     |
|                 | 04 | Kye Rowles     |     |     |
|                 | 19 | Harry Souttar  |     |     |
|                 | 02 | Miloš Degenek  | 38e | 71e |
|                 | 26 | Keanu Baccus   |     | 58e |
|                 | 22 | Jackson Irvine | 15e |     |
|                 | 13 | Aaron Mooy     |     |     |
|                 | 07 | Mathew Leckie  |     | 71e |
|                 | 15 | Mitchell Duke  |     | 71e |
|                 | 14 | Riley McGree   |     | 58e |
| Remplaçants :   |    |                |     |     |
|                 | 10 | Ajdin Hrustic  |     | 58e |
|                 | 23 | Craig Goodwin  |     | 58e |
|                 | 21 | Garang Kuol    |     | 71e |
|                 | 05 | Fran Karačić   |     | 71e |
|                 | 09 | Jamie Maclaren |     | 71e |
| Sélectionneur : |    |                |     |     |
| Graham Arnold   |    |                |     |     |

| Assistants : Paweł Sokolnicki Tomasz Listkiewicz Quatrième arbitre : Mario Escobar Assistants arbitre vidéo : Marco Fritz Alessandro Giallatini Benoît Millot Homme du Match : Lionel Messi |

## Statistiques

### Temps de jeu
| Joueur              | |    |    |    | TT      | But inscrit | Passe décisive | MJ | MT | Légende |
| ------------------- | --- | -- | -- | -- | ------- | ----------- | -------------- | -- | -- | ------- |
| Gardiens            | Abréviations et symboles : · TT : Total de minutes jouées · MJ : Nombre de matchs joués · MT : Matchs joués en tant que titulaire · : but · : passe décisive · : joueur entré · : joueur remplacé · : capitaine · : carton jaune · : carton rouge · |    |    |    |         |             |                |    |    |         |
| Andrew Redmayne     | Abréviations et symboles : · TT : Total de minutes jouées · MJ : Nombre de matchs joués · MT : Matchs joués en tant que titulaire · : but · : passe décisive · : joueur entré · : joueur remplacé · : capitaine · : carton jaune · : carton rouge · | -  | -  | -  | -       | -           | -              | -  | -  | -       |
| Mathew Ryan         | Abréviations et symboles : · TT : Total de minutes jouées · MJ : Nombre de matchs joués · MT : Matchs joués en tant que titulaire · : but · : passe décisive · : joueur entré · : joueur remplacé · : capitaine · : carton jaune · : carton rouge · | 90 | 90 | 90 | 90      | 360         | -              | -  | 4  | 4       |
| Danny Vukovic       | Abréviations et symboles : · TT : Total de minutes jouées · MJ : Nombre de matchs joués · MT : Matchs joués en tant que titulaire · : but · : passe décisive · : joueur entré · : joueur remplacé · : capitaine · : carton jaune · : carton rouge · | -  | -  | -  | -       | -           | -              | -  | -  | -       |
| Défenseurs          | Abréviations et symboles : · TT : Total de minutes jouées · MJ : Nombre de matchs joués · MT : Matchs joués en tant que titulaire · : but · : passe décisive · : joueur entré · : joueur remplacé · : capitaine · : carton jaune · : carton rouge · |    |    |    |         |             |                |    |    |         |
| Nathaniel Atkinson  | Abréviations et symboles : · TT : Total de minutes jouées · MJ : Nombre de matchs joués · MT : Matchs joués en tant que titulaire · : but · : passe décisive · : joueur entré · : joueur remplacé · : capitaine · : carton jaune · : carton rouge · | 85 | -  | -  | -       | 85          | -              | -  | 1  | 1       |
| Aziz Behich         | Abréviations et symboles : · TT : Total de minutes jouées · MJ : Nombre de matchs joués · MT : Matchs joués en tant que titulaire · : but · : passe décisive · : joueur entré · : joueur remplacé · : capitaine · : carton jaune · : carton rouge · | 90 | 90 | 90 | 90      | 360         | -              | -  | 4  | 4       |
| Miloš Degenek       | Abréviations et symboles : · TT : Total de minutes jouées · MJ : Nombre de matchs joués · MT : Matchs joués en tant que titulaire · : but · : passe décisive · : joueur entré · : joueur remplacé · : capitaine · : carton jaune · : carton rouge · | 5  | 15 | 90 | 71      | 181         | -              | -  | 4  | 2       |
| Thomas Deng         | Abréviations et symboles : · TT : Total de minutes jouées · MJ : Nombre de matchs joués · MT : Matchs joués en tant que titulaire · : but · : passe décisive · : joueur entré · : joueur remplacé · : capitaine · : carton jaune · : carton rouge · | -  | -  | -  | -       | -           | -              | -  | -  | -       |
| Fran Karačić        | Abréviations et symboles : · TT : Total de minutes jouées · MJ : Nombre de matchs joués · MT : Matchs joués en tant que titulaire · : but · : passe décisive · : joueur entré · : joueur remplacé · : capitaine · : carton jaune · : carton rouge · | -  | 75 | -  | 29      | 114         | -              | -  | 2  | 1       |
| Joel King           | Abréviations et symboles : · TT : Total de minutes jouées · MJ : Nombre de matchs joués · MT : Matchs joués en tant que titulaire · : but · : passe décisive · : joueur entré · : joueur remplacé · : capitaine · : carton jaune · : carton rouge · | -  | -  | -  | -       | -           | -              | -  | -  | -       |
| Kye Rowles          | Abréviations et symboles : · TT : Total de minutes jouées · MJ : Nombre de matchs joués · MT : Matchs joués en tant que titulaire · : but · : passe décisive · : joueur entré · : joueur remplacé · : capitaine · : carton jaune · : carton rouge · | 90 | 90 | 90 | 90      | 360         | -              | -  | 4  | 4       |
| Harry Souttar       | Abréviations et symboles : · TT : Total de minutes jouées · MJ : Nombre de matchs joués · MT : Matchs joués en tant que titulaire · : but · : passe décisive · : joueur entré · : joueur remplacé · : capitaine · : carton jaune · : carton rouge · | 90 | 90 | 90 | 90      | 360         | -              | -  | 4  | 4       |
| Bailey Wright       | Abréviations et symboles : · TT : Total de minutes jouées · MJ : Nombre de matchs joués · MT : Matchs joués en tant que titulaire · : but · : passe décisive · : joueur entré · : joueur remplacé · : capitaine · : carton jaune · : carton rouge · | -  | -  | 16 | -       | 16          | -              | -  | 1  | -       |
| Milieux             | Abréviations et symboles : · TT : Total de minutes jouées · MJ : Nombre de matchs joués · MT : Matchs joués en tant que titulaire · : but · : passe décisive · : joueur entré · : joueur remplacé · : capitaine · : carton jaune · : carton rouge · |    |    |    |         |             |                |    |    |         |
| Keanu Baccus        | Abréviations et symboles : · TT : Total de minutes jouées · MJ : Nombre de matchs joués · MT : Matchs joués en tant que titulaire · : but · : passe décisive · : joueur entré · : joueur remplacé · : capitaine · : carton jaune · : carton rouge · | 5  | 5  | 44 | 58      | 112         | -              | -  | 4  | 1       |
| Cameron Devlin      | Abréviations et symboles : · TT : Total de minutes jouées · MJ : Nombre de matchs joués · MT : Matchs joués en tant que titulaire · : but · : passe décisive · : joueur entré · : joueur remplacé · : capitaine · : carton jaune · : carton rouge · | -  | -  | -  | -       | -           | -              | -  | -  | -       |
| Ajdin Hrustic       | Abréviations et symboles : · TT : Total de minutes jouées · MJ : Nombre de matchs joués · MT : Matchs joués en tant que titulaire · : but · : passe décisive · : joueur entré · : joueur remplacé · : capitaine · : carton jaune · : carton rouge · | -  | 26 | 1  | 32      | 59          | -              | -  | 3  | -       |
| Jackson Irvine      | Abréviations et symboles : · TT : Total de minutes jouées · MJ : Nombre de matchs joués · MT : Matchs joués en tant que titulaire · : but · : passe décisive · : joueur entré · : joueur remplacé · : capitaine · : carton jaune · : carton rouge · | 85 | 90 | 90 | 90      | 355         | -              | -  | 4  | 4       |
| Riley McGree        | Abréviations et symboles : · TT : Total de minutes jouées · MJ : Nombre de matchs joués · MT : Matchs joués en tant que titulaire · : but · : passe décisive · : joueur entré · : joueur remplacé · : capitaine · : carton jaune · : carton rouge · | 73 | 64 | 74 | 58      | 269         | -              | 1  | 4  | 4       |
| Aaron Mooy          | Abréviations et symboles : · TT : Total de minutes jouées · MJ : Nombre de matchs joués · MT : Matchs joués en tant que titulaire · : but · : passe décisive · : joueur entré · : joueur remplacé · : capitaine · : carton jaune · : carton rouge · | 90 | 90 | 90 | 90      | 360         | -              | -  | 4  | 4       |
| Attaquants          | Abréviations et symboles : · TT : Total de minutes jouées · MJ : Nombre de matchs joués · MT : Matchs joués en tant que titulaire · : but · : passe décisive · : joueur entré · : joueur remplacé · : capitaine · : carton jaune · : carton rouge · |    |    |    |         |             |                |    |    |         |
| Jason Cummings      | Abréviations et symboles : · TT : Total de minutes jouées · MJ : Nombre de matchs joués · MT : Matchs joués en tant que titulaire · : but · : passe décisive · : joueur entré · : joueur remplacé · : capitaine · : carton jaune · : carton rouge · | 34 | -  | -  | -       | 34          | -              | -  | 1  | -       |
| Mitchell Duke       | Abréviations et symboles : · TT : Total de minutes jouées · MJ : Nombre de matchs joués · MT : Matchs joués en tant que titulaire · : but · : passe décisive · : joueur entré · : joueur remplacé · : capitaine · : carton jaune · : carton rouge · | 56 | 64 | 82 | 71      | 273         | 1              | -  | 4  | 4       |
| Craig Goodwin       | Abréviations et symboles : · TT : Total de minutes jouées · MJ : Nombre de matchs joués · MT : Matchs joués en tant que titulaire · : but · : passe décisive · : joueur entré · : joueur remplacé · : capitaine · : carton jaune · : carton rouge · | 73 | 85 | 46 | 32      | 236         | 1              | -  | 4  | 3       |
| Garang Kuol         | Abréviations et symboles : · TT : Total de minutes jouées · MJ : Nombre de matchs joués · MT : Matchs joués en tant que titulaire · : but · : passe décisive · : joueur entré · : joueur remplacé · : capitaine · : carton jaune · : carton rouge · | 17 | -  | -  | 29      | 46          | -              | -  | 2  | -       |
| Mathew Leckie       | Abréviations et symboles : · TT : Total de minutes jouées · MJ : Nombre de matchs joués · MT : Matchs joués en tant que titulaire · : but · : passe décisive · : joueur entré · : joueur remplacé · : capitaine · : carton jaune · : carton rouge · | 90 | 85 | 89 | 71      | 335         | -              | 1  | 4  | 4       |
| Awer Mabil          | Abréviations et symboles : · TT : Total de minutes jouées · MJ : Nombre de matchs joués · MT : Matchs joués en tant que titulaire · : but · : passe décisive · : joueur entré · : joueur remplacé · : capitaine · : carton jaune · : carton rouge · | 17 | 5  | -  | -       | 22          | -              | -  | 2  | -       |
| Jamie Maclaren      | Abréviations et symboles : · TT : Total de minutes jouées · MJ : Nombre de matchs joués · MT : Matchs joués en tant que titulaire · : but · : passe décisive · : joueur entré · : joueur remplacé · : capitaine · : carton jaune · : carton rouge · | -  | 26 | 8  | 29      | 63          | -              | -  | 3  | -       |
| Marco Tilio         | Abréviations et symboles : · TT : Total de minutes jouées · MJ : Nombre de matchs joués · MT : Matchs joués en tant que titulaire · : but · : passe décisive · : joueur entré · : joueur remplacé · : capitaine · : carton jaune · : carton rouge · | -  | -  | -  | -       | -           | -              | -  | -  | -       |
| CSC                 | Abréviations et symboles : · TT : Total de minutes jouées · MJ : Nombre de matchs joués · MT : Matchs joués en tant que titulaire · : but · : passe décisive · : joueur entré · : joueur remplacé · : capitaine · : carton jaune · : carton rouge · |    |    |    |         |             |                |    |    |         |
| But contre son camp | Abréviations et symboles : · TT : Total de minutes jouées · MJ : Nombre de matchs joués · MT : Matchs joués en tant que titulaire · : but · : passe décisive · : joueur entré · : joueur remplacé · : capitaine · : carton jaune · : carton rouge · | -  | -  | -  | 1 (csc) | -           | 1              | -  | -  | -       |
| Total               | Abréviations et symboles : · TT : Total de minutes jouées · MJ : Nombre de matchs joués · MT : Matchs joués en tant que titulaire · : but · : passe décisive · : joueur entré · : joueur remplacé · : capitaine · : carton jaune · : carton rouge · |    |    |    |         |             |                |    |    |         |
| Équipe d'Australie  | Abréviations et symboles : · TT : Total de minutes jouées · MJ : Nombre de matchs joués · MT : Matchs joués en tant que titulaire · : but · : passe décisive · : joueur entré · : joueur remplacé · : capitaine · : carton jaune · : carton rouge · | 90 | 90 | 90 | 90      | 360         | 3              | 2  | 4  | -       |

| Buts    | Joueurs        | Adversaires |
| ------- | -------------- | ----------- |
| 1       | Craig Goodwin  | France      |
| 1       | Mathew Leckie  | Danemark    |
| 1 (csc) | Enzo Fernández | Argentine   |

| Passes | Joueurs       | Adversaires |
| ------ | ------------- | ----------- |
| 1      | Mathew Leckie | France      |
| 1      | Riley McGree  | Danemark    |